# Bitwa morska przy porcie kartagińskim
Bitwa morska przy porcie kartagińskim – starcie zbrojne, które miało miejsce w roku 147 p.n.e. w czasie III wojny punickiej.
W roku 147 p.n.e. w trakcie oblężenia Kartaginy, flota rzymska dowodzona przez Hostyliusza Mancinusa nękała obrońców miasta od strony morza. Wkrótce siły te zostały wzmocnione okrętami przyprowadzonymi przez Scypiona Emilianusa, który wzmocnił oblężenie miasta. Kartagińczycy po znalezieniu dogodnego wyjścia odblokowującego port rozpoczęli gorączkowe prace przy budowie trier. Po utworzeniu nowego wyjścia, na wody wypłynęło 50 okrętów typu triera oraz niewielka liczba mniejszych jednostek. Po trzech dniach, naprzeciwko Kartagińczykom wypłynęła flota rzymska. W początkowej fazie bitwy jednostki kartagińskie udanie odpierały ataki floty rzymskiej, zadając jej ciężkie straty. Wraz z zapadnięciem zmierzchu Kartagińczycy zdecydowali się na powrót do portu. W trakcie tej operacji mniejsze okręty kartagińskie zablokowały wąskie wejście do portu, co wykorzystali Rzymianie, którzy zepchnęli przeciwnika w kierunku brzegu. Część jednostek kartagińskich uszkodzono bądź zatopiono, większość jednak pod osłoną nocy wpłynęła do portu. Pomimo zwycięstwa mocno osłabiona flota kartagińska nie podejmowała już prób wypłynięcia z portu.

## Literatura
- Bernard Nowaczyk: Kartagina 149-146 p.n.e., Wydawnictwo Bellona, Warszawa 2008.